# Biondia pilosa
Biondia pilosa là một loài thực vật có hoa trong họ La bố ma. Loài này được Tsiang & P.T.Li mô tả khoa học đầu tiên năm 1974.